# Магардич Халваджиян
Магардич Бедрос Халваджиян - болгарський режисер і продюсер вірменського походження.

## Біографія
Народився 18 лютого 1967 року в місті Плевен. Він жив у Варні, в різних італійських містах і в Москві, де навчався в школі циркової майстерності в період з 1981 до 1986 року.  Закінчив режисуру в Новому болгарському університеті. У молодості грав у музичному гурті. Є власником продюсерських компанії „Global Films“ і „Global Vision“.
Халваджиян має більш ніж 450 знятих кліпів та рекламних роліків і залишається одним з найуспішніших в продюсерському бізнесі в Болгарії. Продюсуванням займається з середини 90-х років. Його компанія „Global dream“ існує з 2002 року. Його шоу залишаються одними з найбільш рейтингових в болгарському ефірі – „Море любові“, „Вам лист“, „Стар академія“, „Солодка помста“, „Повне перевтілення“, „Ясновидці“, „Гра на мільйони“, „Російська рулетка“ і „Залоаложи“ (на телеканалі БНТ), „Фатальна привабливість“ і „Точка перетину“ (телеканал МСАТ), Болгарське Різдво 2013 та багато інших.
Халваджиян є режисером ігрового фільму „Прибуток“, а також кількох короткометражних фільмів, серед яких „Скоміна“.
У 2010 та 2012 роках виступає в якості журі реаліті-шоу „Болгарія має таланти“ на телеканалі BTV. Навесні 2012 року набирає обертів скандал у зв'язку зі спробами цензури з боку телеканала БТВ щодо шоу „Майстри ефіру“ і „Повний бедлам“, де Халваджиян є продюсером. ЗМІ закликають його відмовитися від своїх проектів „Болгарія має таланти“ і серіалу „Сім годин різниці“. Пізніше він поодинці сам розриває контракти з телеканалами. У квітні 2012 року був відсторонений з журі шоу, яке продюсував – „Болгарія має таланти“.
Навесні 2013 року в ефірі телеканалу Нова ТБ  запускає нове шоу – „Як дві краплі води“, де знову займає місце в складі журі разом з Хільдою Казасян і Любеном Диловим - син. За ведучих обирають Дмитра Рачкова і Василя Василіва-Зуека. У 2014 році Халваджиян стає продюсером шоу „Великі надії“ на телеканалі Нова ТБ.
У 2015 році Халваджиян стає журі і продюсером шоу „X Factor“ на телеканалі Нова ТБ. У травні того ж року був удостоєний почесного звання „академік“ від приватної організації „Болгарська академія наук і мистецтв“..

## Зовнішні посилання
- Магърдич Халваджиян на сайті IMDb (англ.)(англ.)
- „Магърдич Халваджиян: „Режисери, які кричать, вбивають комплекси!“ [Архівовано 26 вересня 2020 у Wayback Machine.], інтерв'ю Десіслава Бакарджиева, factor-news.net 30 квітня 2003 року.
- „Магърдич Халваджиян: Грам оптимізму в мені не залишився“, інтерв'ю Еміль Спахийски, на. „Праця“, 24 серпня 2013 року.
- Истината за успеха – Маги Халваджиян на YouTube, на зустрічі в НБУ, 23 січня 2015 року.